# تشيستر إليس رايت
تشيستر إليس رايت (بالإنجليزية: Chester Wright)‏ هو طيار بطل أمريكي، ولد في 1 سبتمبر 1897 في Readville, Boston ‏ في الولايات المتحدة، وتوفي في 1933.